# Distrito de Santo Tomás (Cutervo)

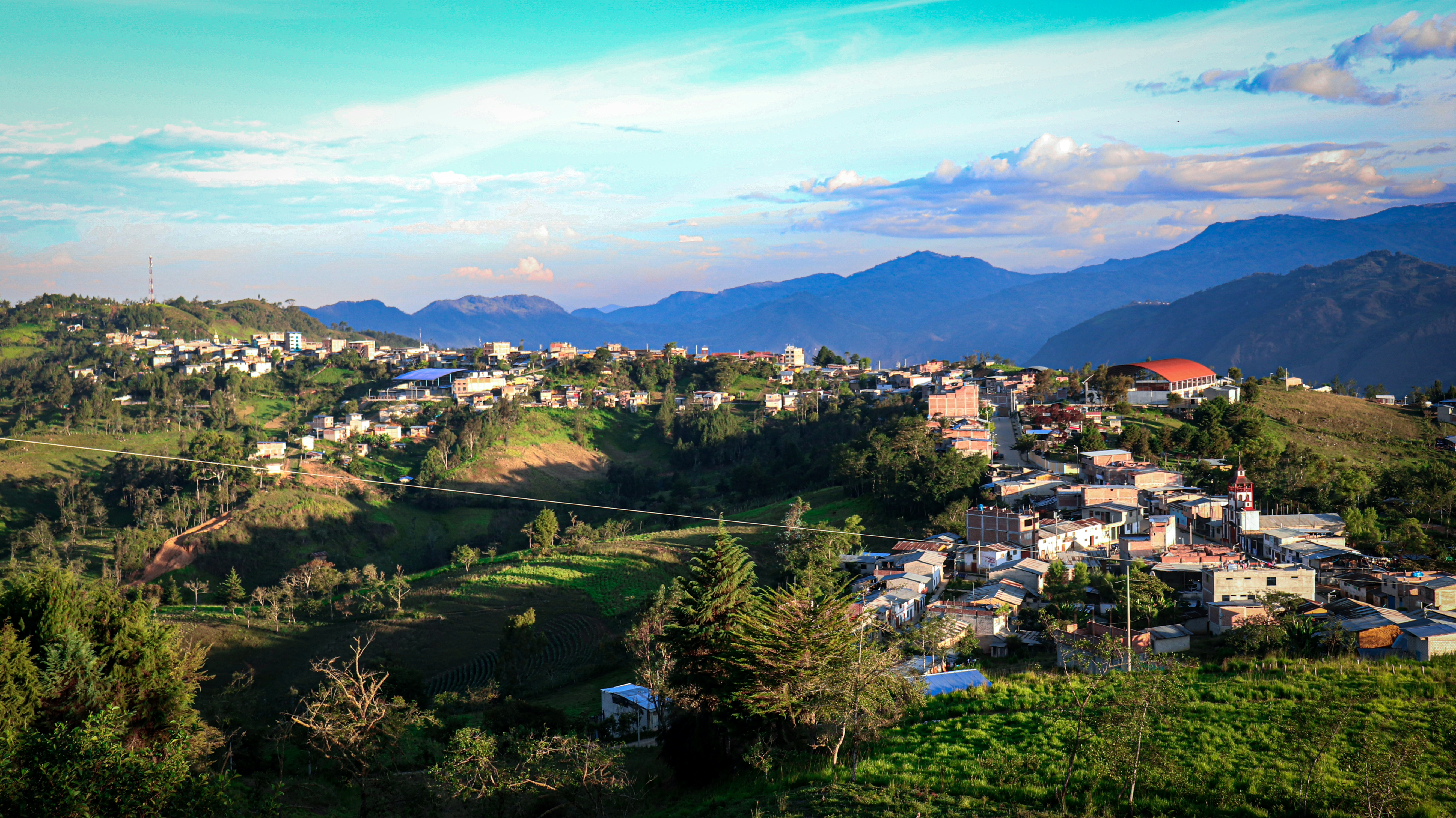

El distrito de Santo Tomás es uno de los quince que conforman la provincia de Cutervo, en el departamento de Cajamarca, Perú. Según el censo de 2017, tenía una población de 6988 hab.
Desde el punto de vista jerárquico de la Iglesia católica forma parte de la prelatura de Chota, sufragánea de la Arquidiócesis de Piura.
En el distrito hay presencia del Banco de la Nación.

## Historia
Antes de la expansión del Imperio incaico, Santo Tomás formó parte del Reino de los Huambos. Aproximadamente alrededor del año 1452, el inca Túpac Yupanqui anexó, de manera pacífica, esta región integrándola al Tahuantinsuyo. 
Entre 1770 y 1780, durante la época colonial, Santo Tomás pertenecía a la Gobernación de Jaén de la Provincia de Quito. En 1771 Miguel Francisco Crespo, alguacil mayor para la repartición de tierras en la Gobernación de Jaén de Bracamoros, y José Alfonso de Lizarzaburo, sub-juez delegado general de Quito, dieron posesión del fundo Santo Tomás de Aquino a Tomás Gil Gascón a cambio de ocho pesos. Posteriormente, con los posteriores dueños (herederos), la hacienda pasó a llamarse Santo Tomás de Ambagay.
Luego de algunos años la hacienda pasó a ser propiedad de Blas y Estanislao Fernández y Fernández, Melitón Santos, Ántero Guevara y Félix Arce. Estos nuevos dueños empezaron a acoger gente dentro de sus tierras a cambio de mano de obra, de esta manera empezaba el sistema de latifundios que más tarde se convirtió en una especie de feudalismo andino. Estos pequeños grupos de inmigrantes se acentuaron principalmente en la parte alta del promontorio, donde actualmente se ubica Santo Tomás, más tarde el padre Gregorio Castro inició la construcción de la primera iglesia y adquirió una imagen de Tomas de Aquino.
En octubre de 1910, se promulgó  la Ley N.º 1296 mediante la cual se crea la provincia de Cutervo con cinco distritos: Callayuc, Cujillo, Choros, Pimpingos y Querocotillo; cabe mencionar que Cutervo ya había sido creado distrito antes. Santo Tomás, en ese entonces, era un poblado del Distrito de Cujillo, más tarde fue elevado al rango de Anexo. 
Un factor importante para el nacimiento del Distrito fue la construcción de su propio cementerio, antes de esto, cada vez que alguien fallecía, los familiares cargaban al muerto hasta el cementerio de Cujillo, atravesando el río Quivillago. En ocasiones el río Quivillago aumentaba de caudal, lo cual forzaba a los familiares a esperar a la orilla del río velando sus muertos. Ante esta situación se decidió construir un cementerio; esto atrajo un mayor número de inmigrantes y acrecentó la población a tal punto que se empezaron a hacer gestiones para pedir que se eleve a Santo Tomás al rango de distrito. 
Finalmente, gracias a las gestiones encabezadas por Melitón Guevara, Santos Guevara, Blas Fernández, Estanislao Fernández y Fernández, y Manuel Fernández Villegas,  ante el Congreso Regional del Norte con sede en Chiclayo, Santo Tomás fue elevado al rango de distrito. El Congreso Regional del Norte aprobó elevar a Santo Tomás al rango de distrito el 28 de junio de 1920 mediante el ley regional número 221 que entró en vigor a partir del 17 de agosto del mismo año. El dos de diciembre de ese año se realizó una ceremonia que celebró la reciente creación del distrito; dicha ceremonia contó con la presencia del alcalde de la Provincia de Cutervo, Armando H. De los Ríos. 

Ley regional N.° 221.

El presidente de la República

Por cuanto el Congreso Regional del Norte, a dado la ley siguiente:

El Congreso Regional del Norte.

Considerando:

Que el Caserío de Santo Tomás, del Distrtito de Cujillo, de la Provincia de Cutervo, Departamento de Cajamarca, reúne las condiciones necesarias por su población, comercio e industria para ser elevado al rango de distrito.

Que su situación de pueblo apartado, de los demás de la provincia, impone la necesidad de darle mejor organización y vida política propia;
ha dado la ley siguiente:

Artículo 1.°: Elévese a la categoría de distrito al Caserío de Santo Tomás, del Distrito de Cujillo, Provincia de Cutervo, Departamento de Cajamarca.

Artículo 2.°: La capital del Distrito será el mencionado Caserío de Santo Tomás, y comprenderá los pueblos de Tambillo, San Pedro de Quillugay, Publina, Malleta, Belota, Tayales, Huajango y Lanchepata.

Artículo 3.°: Los límites del nuevo distrito serán: por el SSO, el Distrito de Socota y la montaña de Tarros; por el ESE, con el río Marañon y la quebrada de Quivillago, que lo separa del Distrito de Cujillo; Por el N, la quebrada de Huajango —lo separa del Distrito de Choros—; y por el ONNO el cerro de Tarros y el Distrito de Pimpingos.

Comuníquese al poder ejecutivo para que disponga lo necesario a su cumplimiento.

Dada en la sala de sesiones del Congreso Regional del Norte, en Chiclayo, a los 28 días del mes de junio de 1920.

Alejandro Leguía A., presidente del Congreso Regional del Norte.

F. Néstor Torres y D. Acosta Cárdenas, secretarios.

Al sr. presidente de la República.

Por tanto. Mando se imprima, publique y circule, y se le dé debido cumplimiento.

Dado en la Casa de Gobierno, en Lima, a los 17 días del mes de agosto de 1920
Congreso Regional del Norte, 28 de junio de 1920.

### Incendio de 1950
Durante las celebraciones de la fiesta patronal de 1950, un incendio se produjo en Santo Tomás, el cual quemó el frente de dos cuadras ubicadas en la Calle Dos de Diciembre.
El incendio se originó porque un globo pirotécnico, que no se elevó por completo, se estrelló con el techo de una de las casas. Los techos de las casas, en esa época, eran de hoja de caña seca (broza). Tras el incendio se produjeron numerosos saqueos, por parte de la población. Pese a la intensidad mediana del suceso; no se registraron víctimas humanas.
El local de la P. N. P. (comisaría) fue el único (de los ubicados en esa calles) que no sufrió daños ya que contaban con techo de calamina.

### Incendio de 1958
Durante la fiesta de patronal de 1958 se volvió a producir otro incendio, de menor intensidad que el de 1950. El incendio fue aparentemente originado por el ciudadano Zacarías Altamirano, en una casa cercana al colegio Coloso del Ande. El fuego llegó a quemar cuatro viviendas antes de ser controlado por los pobladores. No se registraron víctimas humanas. 
Tras el incendio Zacarías Altamirano fue arrestado y encarcelado en la comisaría, lugar de donde logró escapar esa misma noche haciendo un hueco en la pared. Posteriormente fue recapturado y enviado a Cutervo.

### Accidente de Malleta de 1980
Hasta antes de la llegada de la carretera, la ciudad de Puerto Malleta (capital del centro poblado de Malleta), fue un importante puerto fluvial, a orillas del río Marañón; que le daba al distrito una salida rápida hacia la costa.  Malleta fue, así, por mucho tiempo el eje que concatenaba el comercio de los productos de Santo Tomás con los de la costa norte. En sus mejores tiempos Puerto Malleta podía recibir hasta dos mil acémilas cada domingo. 
Anteriormente, en 1964, una crecida en el nivel de las aguas del río provocó, un accidente menor. El cable que sostenía a una de las tantas balsas que brindaban el servicio de traspaso de una orilla a otra, se rompió, luego de la ruptura la balsa quedó a la deriva, golpeó con alguna roca y se hundió. Ninguna persona, resultó seriamente afectada en este incidente. 
La creciente demanda de traspasos, a causa de una pequeña explosión comercial, hizo que años más tarde llegara a Malleta la primera —y única hasta ahora— lancha a motor. Durante sus primeros años de funcionamiento la lancha demostró ser un vehículo mucho más rápido y versátil que las balsas, aunque no podía cargar tanto como estas, podía realizar muchos más viajes.
En 1980, durante un periodo de estiaje en el río Marañón, ocurrió un accidente que se cobró la vida de seis personas. En uno de sus tantos viajes de una orilla a otra, la hélice de la lancha chocó contra una roca pronunciada y de inmediato perdió el control, volcándose y siendo arrastrada río abajo. Días después se lograron recuperar tres cuerpos de los seis fallecidos; los otros tres desaparecieron.

### Llegada del telégrafo
Durante el segundo gobierno de Fernando Belaúnde Terry y con la gestión de Salomón Vílchez Murga (diputado por Cajamarca), se instaló la primera línea de telégrafo en el distrito y se nombró a Roberto Díaz Delgado   como su primer administrador. El telégrafo reemplazó a Serpost, que se había encargado del traslado de cartas, usando mulas (acémilas).

### Llegada de la carretera (1999)
En diciembre de 1999, se terminó de construir la carretera que conecta al distrito de Santo Tomás con el distrito de Pimpingos, cutervo y con la carretera longitudinal de la sierra norte. La llegada de la carretera supuso el declive definitivo del Puerto de Malleta, pues esté dejó de ser la principal ruta de acceso a la costa. El puerto con el tiempo entró en declive y vio definitivamente mermada su capacidad económica; en la actualidad es la única zona del distrito en la cual se siembra arroz. La carretera por su parte, al convertirse en el principal eje vial, generó el desarrollo de sus caseríos aledaños como San Juan, El Arenal, La Rinconada y ocasionó un incremento del urbanismo en el distrito. Varios de estos caseríos se organizaron en torno a la carretera o a la lugares cercanos a ella. 
El presidente Alberto Fujimori visitó el distrito para presentar la carretera e inaugurar el proyecto de conexión vial que representa hasta hoy en día la principal ruta de salida a la costa norte. En su visita el presidente, pasó por el colegio primario del caserío de Vista Alegre, lugar donde se reunió con algunos miembros de la comunidad, y posteriormente donó un grupo de instrumentos musicales a la institución educativa.

### Inauguración de la central hidroeléctrica
La Central Hidroeléctrica El Arenal, es una central energética fluvial, que se abastece con las aguas del río Tambillo, está ubicada en el caserío El Arenal. La central empezó a construirse en el primer gobierno de Segundo Mego Girón y se inauguró durante el gobierno de Santiago Muñoz Fernández, casi veinte años después. Actualmente la central abastece de energía eléctrica a la mayor parte del distrito, aunque con ciertas deficiencias en los meses de estiaje, en los que el servicio se proporciona solo durante el día en algunos caseríos, y durante la noche se abastece principalmente a la capital. En el 2012 un programa de electrificación rural, inició trabajos para abastecer de energía a las zonas que no tenían acceso al servicio, principalmente los caseríos de San Juan, Muñuño, Vista Alegre, Buenos Aires entre otros. Este proyecto proporciona energía de alta calidad y más estable.

### Elecciones de 2002
Walter Guerrero Gonzáles (Independiente) gana el proceso y es elegido para el periodo 2003–2006

### Elecciones de 2006
Walter Guerrero González (independiente)  gana el proceso y se reelige en el cargo para el proceso 2007–2010.

#### Incidentes violentos de octubre de 2006
Las elecciones distritales de 2006, transcurrieron con normalidad, desde la apertura de las mesas hasta el cierre de las mismas a las cuatro de la tarde. 
Aproximadamente a las seis de la tarde empezaron a circular fuertes rumores de la victoria del candidato Walter Guerrero Gonzales; lo cual desencadenó las celebraciones por parte del virtual vencedor y sus partidarios. La noticia no fue tomada de la misma manera por parte de los demás candidatos, quienes se oponían abiertamente a la reelección.  Tras conocerse esta información se generó una fuerte convulsión social. 
Luego de enterarse de la virtual reelección, los partidarios de los diversos partidos, que se encontraban en la Parque Central a la espera de los resultados, decidieron marchar hacia el colegio Coloso del Ande (local de votación). En las afueras del colegio, los soldados del Ejército del Perú, hicieron disparos al aire para intentar disipar a la población; sin embargo esto no ocurrió. La convulsión social terminó con la toma del colegio, quema de ánforas y cuantiosos daños para el centro educativo; afortunadamente no hubo víctimas. Los candidatos Norbil Pérez Castillo, Homero Pérez Cardoso y Miguel Torres Requejo fueron partícipes de los actos violentos.

### Elecciones de 2010
Homero Pérez Cardoso, del Partido Apristo Peruano, gana el proceso y es elegido para el periodo 2011–2014. 

### Elecciones de 2014
Homero Pérez Cardoso, del Partido Apristo Peruano, gana el proceso y se reelige en el cargo para el proceso 2015–2018. Carlos Pérez Vílchez, del Movimiento de Afirmación Social queda en segundo lugar. 

### Segunda visita del presidente (2015)
Ollanta Humala, visitó el distrito el cinco de mayo de 2015 con la finalidad de presentar el proyecto de asfaltado del corredor vial Pimpingos–Santo Tomás–Sócota–San Andrés–Cutervo.

## Geografía
Tiene una superficie de 279,61 km². Parte del distrito integra el Parque Nacional de Cutervo.

### División administrativa.
Administrativamente Santo Tomás se compone de una ciudad capital, compuesta a su vez por cuatro barrios; tres centros poblados, compuestos por la agrupación de caseríos; caseríos y sectores.
| Ciudad capital    | Fecha de fiesta       | Celebración                                                                   |
| ----------------- | --------------------- | ----------------------------------------------------------------------------- |
| Santo Tomás       | 2 de diciembre        | Santo Tomás de Aquino                                                         |
| Santo Tomás       | 2 de diciembre        | Virgen de La Merced                                                           |
| Barrios           | Fecha de fiesta       | Celebración                                                                   |
| Ambagay           |                       |                                                                               |
| Central           | 2 de diciembre        | Santo Tomás de Aquino                                                         |
| Central           | 2 de diciembre        | Virgen de La Merced                                                           |
| Cruz del Recuerdo | 31 de octubre         | Fiesta de la Cruz                                                             |
| La Merced         | 3 de mayo             | Virgen de La Merced                                                           |
| Santa Rosa        | 30 de agosto          | Santa Rosa de Lima                                                            |
| Centros poblados  | Fecha de fiesta       | Celebración                                                                   |
| Malleta           |                       |                                                                               |
| Tambillo          | 18 de agosto          | San José Obrero                                                               |
| San Luis          |                       |                                                                               |
| Caseríos          | Fecha de fiesta       | Celebración                                                                   |
| Andamarca         |                       |                                                                               |
| Buenos Aires      | 3 de mayo             | Fiesta de la Cruz                                                             |
| El Arenal         | 25 de diciembre       | Niño Jesús                                                                    |
| El Porvenir       |                       |                                                                               |
| El Pueblo Lo Hizo |                       |                                                                               |
| El Roble          |                       |                                                                               |
| El Fraile         |                       |                                                                               |
| La Granadilla     |                       |                                                                               |
| La Chamana        |                       |                                                                               |
| La Lima           |                       |                                                                               |
| Lanchepata        |                       |                                                                               |
| Las Juntas        |                       |                                                                               |
| La Unión          |                       |                                                                               |
| Longutay          |                       |                                                                               |
| Miraflores        |                       |                                                                               |
| El Muñuño         | 14 de septiembre      | Señor de Huamantanga                                                          |
| El Muñuño         | 14 de septiembre      | Virgen de la Paz                                                              |
| Nuevo Oriente     |                       |                                                                               |
| Palma Central     |                       |                                                                               |
| Playa Grande      | 25 de diciembre       | Niño Jesús                                                                    |
| Playa Grande      | 12 de octubre         | Señor Cautivo de Ayabaca                                                      |
| Playa Grande      | octubre               | Señor de Los Milagros                                                         |
| Quillugay         |                       |                                                                               |
| La Rinconada      | 11 de agosto          | San Lorenzo                                                                   |
| San José          |                       |                                                                               |
| San Juan          | 24 de junio           | San Juan Bautista                                                             |
| Santa Rosa        | 30 de agosto          | Santa Rosa de Lima                                                            |
| Sauce             |                       |                                                                               |
| La Succha         | Del 25 al 29 de julio | Honor a Santa Ana y San Joaquín, padres de la Virgen María y abuelos de Jesús |
| Tayales           |                       |                                                                               |
| Viza              |                       |                                                                               |
| Vista Alegre      |                       |                                                                               |
| Vista Florida     |                       |                                                                               |
| Sectores          | Fecha de fiesta       | Celebración                                                                   |
| La Chonta         |                       |                                                                               |
| El Sallo          |                       |                                                                               |
| La Viña           |                       |                                                                               |
| Nuevo Pucallpa    |                       |                                                                               |

### Límites
El distrito de Santo Tomás limita con 8 distritos, seis de ellos de la provincia de Cutervo y otros dos de la provincia de Utcubamba, perteneciente al departamento de Amazonas.
| Choros             | Choros     | Cumba  | Cumba  |
| 'Toribio Casanova' |            |        | Yamón  |
| Pimpingos          | Cujillo    |        |        |
| Pimpingos          | San Juan   |        |        |
| San Andrés         | San Andrés | Socota | Socota |

## Autoridades

### Municipales
- 2023 - 2026
  - Alcalde: Máximo Vargas Díaz

- 2019 - 2022
  - Alcalde: Eduard Zárate Vásquez

- 2015 - 2018.[10]
  - Alcalde: Homero Pérez Cardozo, del Partido Aprista Peruano (PAP)
  - Regidores:

  1. Marciano Díaz Rafael  (P. A. P.)
  2. Juan Miguel Vazques Paredes (P. A. P.)
  3. Óscar Pérez Díaz (P. A. P.)
  4. Lourdes Nohemi Pérez Collazos (P. A. P.)
  5. Adelmo Bocanegra Terrones (Movimiento de Afirmación Social (M. A. S.))

### Policiales
- Comisario Policía Nacional de Perú:

### Religiosas
- Prelatura de Chota[11]
  - Obispo Prelado: Mons. Fortunato Pablo Urcey, OAR

## Instituciones educativas

### Primaria
- I. E. N° 16378

### Secundaria
- Santo Tomas (Coloso del Ande)
- Indoamericano (El Arenal)
- San José Obrero (Tambillo)
- Poderoso Señor de los Milagros (Playa Grande)
- Virgen de Fátima (Lanchepata)
- Colegio Viza (Viza)

## Festividades
- Diecisiete de agosto: aniversario de la creación política del distrito.
- Dos de diciembre: fiesta patronal en honor a Santo Tomás de Aquino.